# Dębolas
Dębolas (niem. Hühnerheide) – osada w Polsce położona w województwie zachodniopomorskim, w powiecie białogardzkim, w gminie Karlino. W latach 1975–1998 osada należała do województwa koszalińskiego. W roku 2007 osada liczyła 7 mieszkańców. Miejscowość wchodzi w skład sołectwa Karlinko. 

## Geografia
Osada leży ok. 2 km na zachód od Karlinka.